# День прорыва морской минной блокады Ленинграда

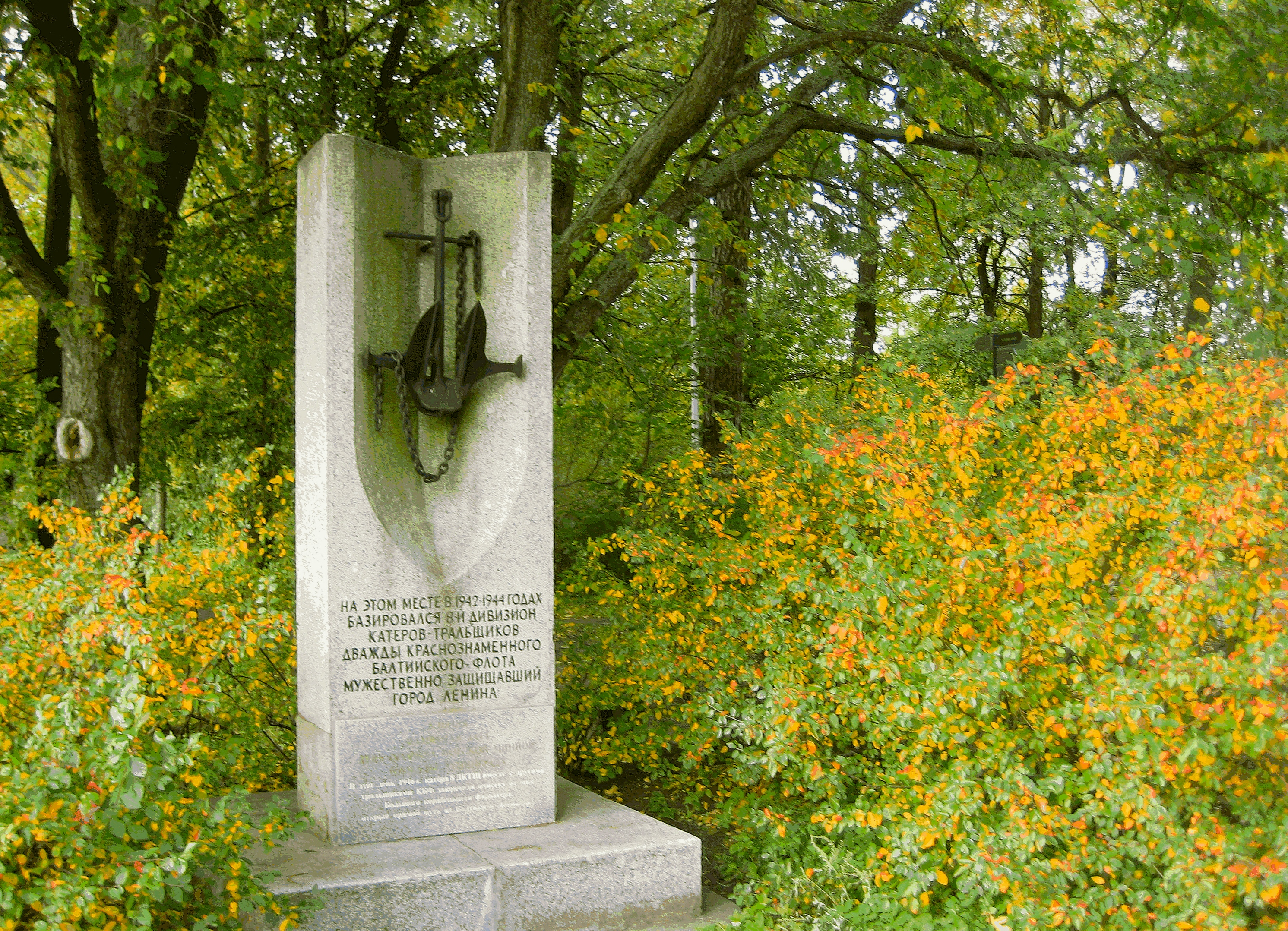
Памятный знак в честь 8-го дивизиона катеров-тральщиков. Елагин остров, Санкт-Петербург

Де́нь проры́ва морско́й ми́нной блока́ды Ленингра́да — памятная дата, является годовщиной значительного для Ленинграда исторического события — 5 июня 1946 года отмечается восстановление морского сообщения, когда стало возможным безопасное прохождение кораблей и судов в Финском заливе, также состоялось открытие Ленинградского морского порта, который перешёл в режим полноценной работы. В это день был очищен от мин проход по Большому корабельному фарватеру от Кронштадта до линии Таллин-Хельсинки.
Памятная дата установлена Законодательным Собранием Санкт-Петербурга 12 октября 2005 года Законом Санкт-Петербурга от 26 октября 2005 г. № 555-78 «О праздниках и памятных датах в Санкт-Петербурге».

## История
Во время Великой Отечественной войны в бухтах Балтийского моря и Финском заливе мины устанавливали финские и немецкие подводные лодки, крупные надводные корабли, десантные баржи, торпедные катера, авиация и даже круизные суда. При создании минных полей применялись мины разных типов, которые выставлялись на разной глубине и снабжались всевозможными устройствами, чтобы максимально затруднить разминирование. Возле мин устанавливались резаки тралов, пиропатроны, соединительные цепи и прочие устройства.
В районе Кронштадта, воды от острова Ханко до Осмуссаара, Ирбенский пролив и Рижский залив минировали советские военные силы.
Военным советом Ленинградского фронта в январе 1943 года было принято решение — на всех малых судостроительных заводах города начать строительство минных тральщиков. Техническая документация проекта предусматривала строительство малого корабля, когда на складах и верфях лежали необходимые материалы, не было дефицита электроэнергии и комплектующих изделий. На предприятиях работали квалифицированные рабочие и мастера. В блокадном Ленинграде проектировщики должны были довольствоваться только имевшимися запасами материалов и учитывать тот факт, что к станкам встанут ослабленные голодом женщины и подростки.
Проект малого тральщика № 253 был переработан заново с учётом блокадных условий. Над проектом работало конструкторское бюро Балтийского завода во главе с опытным кораблестроителем С. А. Базилевского. Новые чертежи были подготовлены в кратчайший срок. 12 июня 1943 года на наклонных стапелях были заложены первые два тральщика по переработанному проекту, который получил приставку — букву «л». Тральщик № 253-Л был «ленинградским». Поскольку его водоизмещение составляло 100 тонн, в историю российского флота он вошёл как «стотонник». Тральщики строились на заводе Судомех, Балтийский завод им. А. А. Жданова, на Петрозаводе. Когда сняли сухопутную блокаду — на Усть-Ижорской верфи. 650 краснофлотцев с Балтийского флота прибыли на помощь заводчанам.
Ходовые сдаточные испытания малого тральщика первой серии МТ-1 прошли в ноябре 1943 года, в районе Кронштадта. Проход под обстрелом вражеских береговых батарей был зачтён как испытания. Государственную приёмную комиссию возглавлял начальник штаба Балтийского флота вице-адмирал Ю. Ф. Ралль, давший высокую оценку изделию. В январе 1944 года в составе кораблей Балтийского флота тральщик участвовал в операции по ликвидации сухопутной блокады города. С учётом опыта, полученного в ходе строительства и испытаний первого корабля, был усовершенствован проект малого тральщика МТ-2, он имел водоизмещение 129 тонн при осадке 1,35 мм и дополнительный дизель-генератор для электромагнитного трала. «Стотонники» строили по прогрессивному поточному методу, что сокращало строительство до 5 месяцев. Балтийский завод к моменту окончания войны построил и передал флоту 22 «стотонника», другие ленинградские судостроительные заводы передали 16 кораблей.
После войны строили третью серию тральщиков — МТ-3. Всего было построено 92 малых тральщика-«стотонника».
Осенью 1944 года началась работа по разминированию Финского залива, в котором находилось несколько миллионов тонн взрывчатки в виде мин (всего около 67 тысяч), неразорвавшихся бомб и снарядов. Она закончилась в начале июня 1946 года.
Перед тем, как открыть фарватер, в 1946 году по нему прошли четыре дивизиона тральщиков, во время прохода они обезвредили несколько мин. Боевое дежурство тральщиков продолжилось вплоть до 1957 года. Воды Эстонии были открыты для рыболовства и плавания только в 1963 году. В конце 1963 года число мин, уничтоженных в прибрежных районах Эстонии и Финском заливе составило 11 900 штук. Последними были открыты районы, в которых остались донные неконтактные мины, под влиянием внешней среды и от времени утратившие боеспособность.
В послевоенный период в Финском заливе было уничтожено 22 635 мин. Советскими моряками — 15 000, финские специалисты уничтожили 7500 мин.
Во время войны на флоте Балтики было потеряно более 130 тральщиков, при разминировании погибли более 5000 моряков Балтийского флота.
В Санкт-Петербурге установлено несколько памятников морякам-защитникам блокадного Ленинграда:
- 9 мая 1990 года в ЦПКиО им. Кирова возле пристани катерам-тральщикам Балтийского флота в Ленинграде установили памятный знак.
- 27 января 2015 г. на Серафимовском кладбище была открыта памятная стела всем морякам Балтийского флота — всем тем, кто нёс службу на минных тральщиках, погиб при защите города в годы Великой Отечественной войны, в послевоенном боевом тралении в Балтийском море, Ладожском озере и Финском заливе. В основание стелы поместили капсулу с фамилиями моряков, погибших за время минной войны на Балтике с июня 1941 по 1963 год, когда была окончательно устранена опасность минного взрыва в Финском заливе. В капсуле находится список с именами 1300 офицеров, старшин и матросов всех национальностей и конфессий из России, Украины, Беларуси, жителей Средней Азии и Закавказья[6].
- Памятник героям-морякам на Гутуевском острове в Санкт-Петербурге
- Памятник морякам-подводникам в Кронштадте[7].